# 謝米里奇卡
48°54′13″N 29°28′40″E / 48.90361°N 29.47778°E
謝米里奇卡（烏克蘭語：Семирічка），是烏克蘭的村落，位於該國西南部文尼察州，由海辛區負責管轄，處於薩梅齊河畔，始建於1926年，面積1.38平方公里，海拔高度202米，2001年人口377。